# Дол при Пристави
Дол при Пристави (словен. Dol pri Pristavi) је насељено место у општини Шмарје при Јелшах, Савињска регија, Словенија.

## Историја
До територијалне реорганизације у Словенији био је у саставу старе општине Шмарје при Јелшах.

## Становништво
У попису становништва из 2011. године, Дол при Пристави је имао 56 становника.
| Број становника према пописима | Број становника према пописима | Број становника према пописима |
| ------------------------------ | ------------------------------ | ------------------------------ |
| 1991                           | 2002                           | 2011                           |
| 54                             | 57                             | 56                             |

Напомена: До 1953. исказивано под именом Дол. Године 2016. извршена је мала размена територија између насеља Рогинска Горца и Пристава при Местињу (Подчетртек) и насеља Безговица, Дол при Пристави и Пустике (Шмарје при Јелшах).